# Sonate K. 454
La sonate K. 454 (F.398/L.184) en sol majeur est une œuvre pour clavier du compositeur italien Domenico Scarlatti.

## Présentation
La sonate K. 454 en sol majeur, notée Andante spirituoso, forme une paire avec la sonate suivante. Les manuscrits de Venise (vol. XI à XIII) et Parme (vol. XIII à XV) se suivent parfaitement jusqu'à la sonate K. 543.

## Manuscrits
Le manuscrit principal est le numéro 19 du volume X de Venise (1756), copié pour Maria Barbara ; les autres sont Parme XIII 1 et Münster II 47. Une copie est également à Cambridge, dans le manuscrit Fitzwilliam 32 F 12 (no 4).

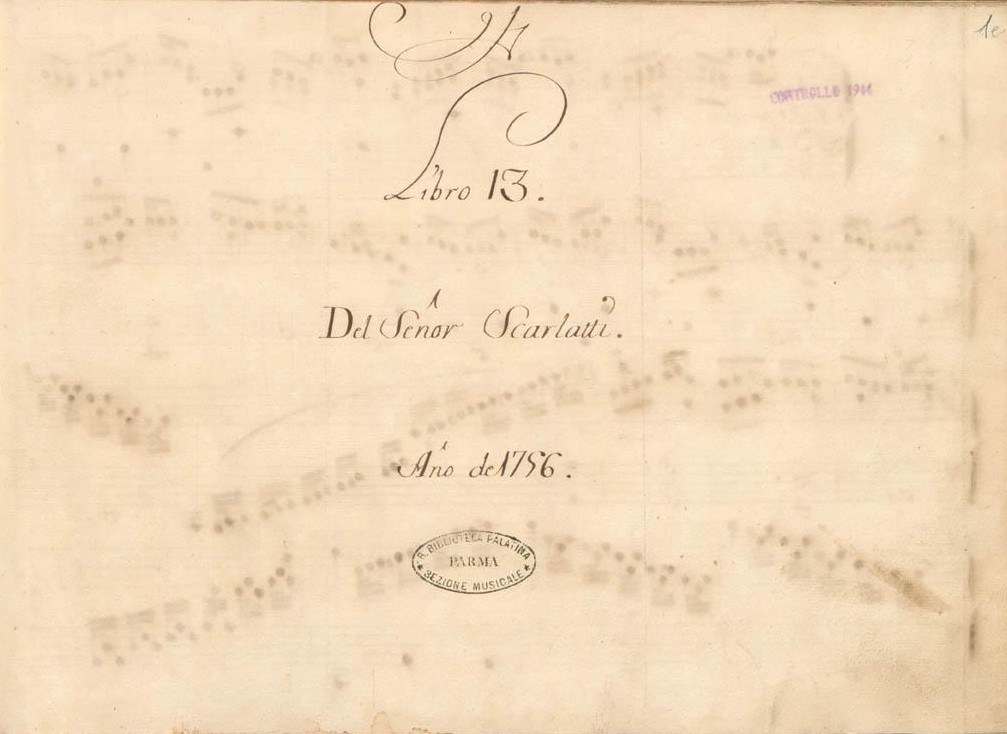
Page de titre du volume XIII de Parme.
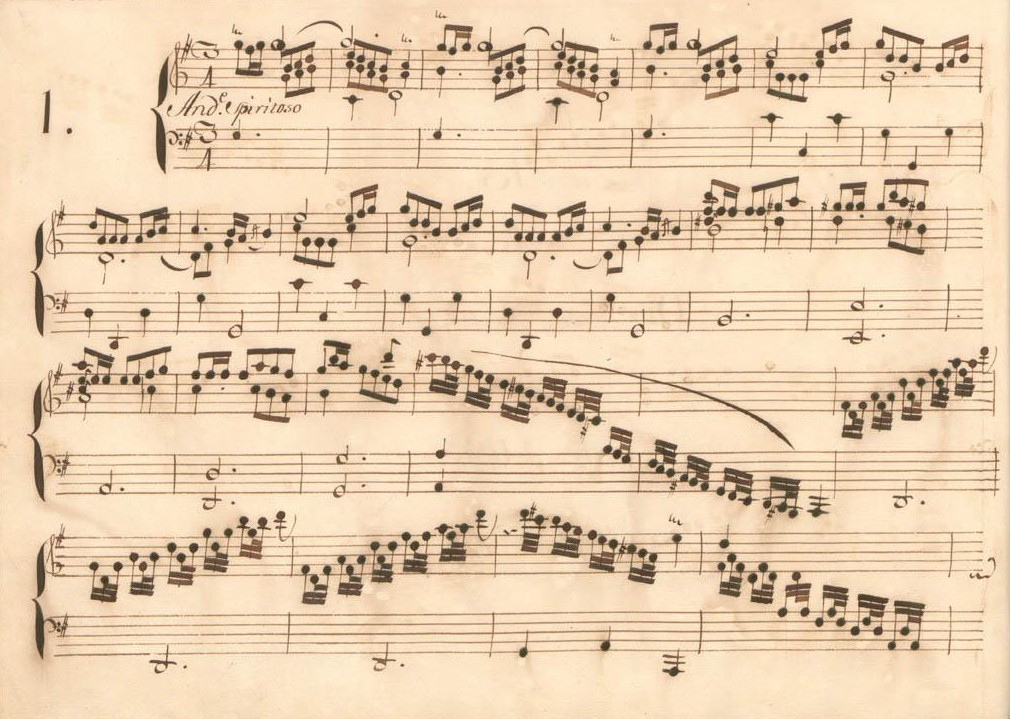
Parme XIII 1.
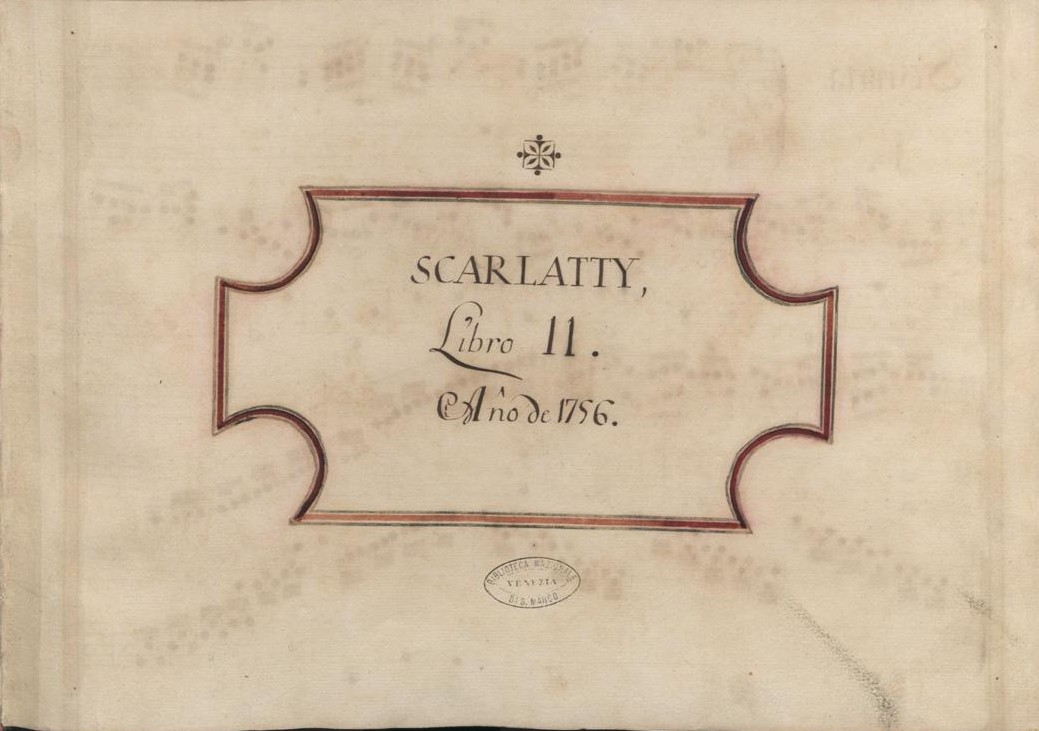
Page de titre du volume XI de Venise.
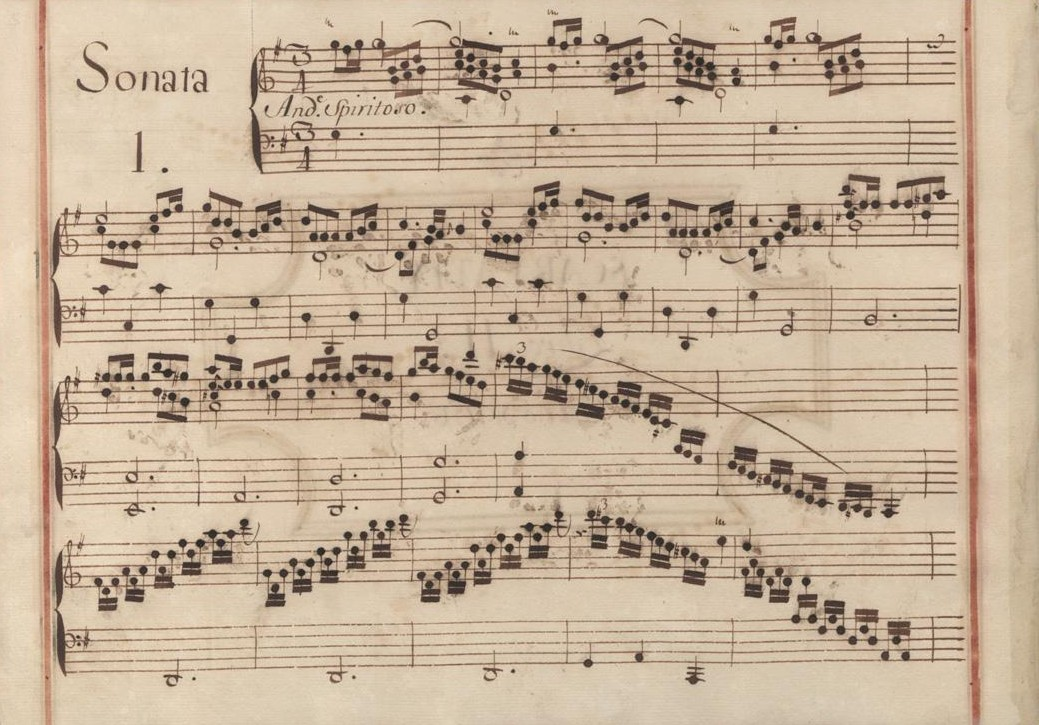
Venise XI 1.

## Interprètes
La sonate K. 454 est défendue au piano notamment par Christian Zacharias (1979, EMI), Maria Tipo (1987, EMI), Sergei Babayan (1995, Piano Classics), Olivier Cavé (2008, Æon), Maurizio Baglini (2014, Decca), Carlo Grante (2016, Music & Arts, vol. 5) et Goran Filipec (2017, Naxos, vol. 19).
Au clavecin, elle est enregistrée par Ralph Kirkpatrick (1970, Archiv), Colin Tilney (1979, Oiseau Lyre/Decca), Scott Ross (1985, Erato), Andreas Staier (1991, DHM) Richard Lester (2004, Nimbus, vol. 4) et Pieter-Jan Belder (2007, Brilliant Classics, volume 10).

## Sources
: document utilisé comme source pour la rédaction de cet article.
- Ralph Kirkpatrick (trad. de l'anglais par Dennis Collins), Domenico Scarlatti, Paris, Lattès, coll. « Musique et Musiciens », 1982 (1re éd. 1953 (en)), 493 p. (ISBN 978-2-7096-0118-4, OCLC 954954205, BNF 34689181).
- Alain de Chambure, « Domenico Scarlatti : Intégrale des sonates — Scott Ross », p. 216, Erato (2564-62092-2), 1985 (OCLC 891183737) .
- (es) Celestino Yáñez Navarro (thèse), Nuevas aportaciones para el estudio de las sonatas de Domenico Scarlatti. Los manuscritos del Archivo de Música de las Catedrales de Zaragoza, Université autonome de Barcelone, 2016 (lire en ligne)